# 羽尾一郎
羽尾 一郎（はお いちろう、1959年5月4日 - ）は、日本の国土交通官僚。国土交通省海事局長や、内閣府総合海洋政策推進事務局長を経て、日本民営鉄道協会理事長。

## 人物・経歴
大阪府出身。大阪府立北野高等学校を経て、1983年東京大学法学部卒業、運輸省入省。運輸省海上交通局総務課課長補佐、外務省在スペイン日本大使館一等書記官、運輸大臣秘書官等を経て、2002年国土交通省自動車交通局総務課企画室長。2004年国土交通省海事局海技資格課長。2006年国土交通省航空局飛行場部成田国際空港課長。
2008年国土交通省航空局空港部空港政策課長。2010年国土交通省大臣官房人事課長。2011年経済産業省大臣官房審議官（商務流通・国際博覧会担当）。2013年8月1日国土交通省大臣官房審議官（総合政策局・鉄道局担当・観光庁併任）。2014年7月8日国土交通省大臣官房物流審議官。
2016年6月21日国土交通省海事局長。2017年7月7日から内閣府総合海洋政策推進事務局長を務め、第3期海洋基本計画の策定にあたった。2018年7月31日退官。同年全日本空輸株式会社参与。2019年三井住友信託銀行株式会社投資金融開発部兼情報開発部アドバイザー。2023年日本民営鉄道協会理事長、日本観光振興協会評議員。